# 2000 AT177
2000 AT177  är en trojansk asteroid i Jupiters lagrangepunkt L4. Den upptäcktes 7 januari 2000 av LINEAR i Socorro County, New Mexico.
Asteroiden har en diameter på ungefär 40 kilometer.